# Operationsförstärkare

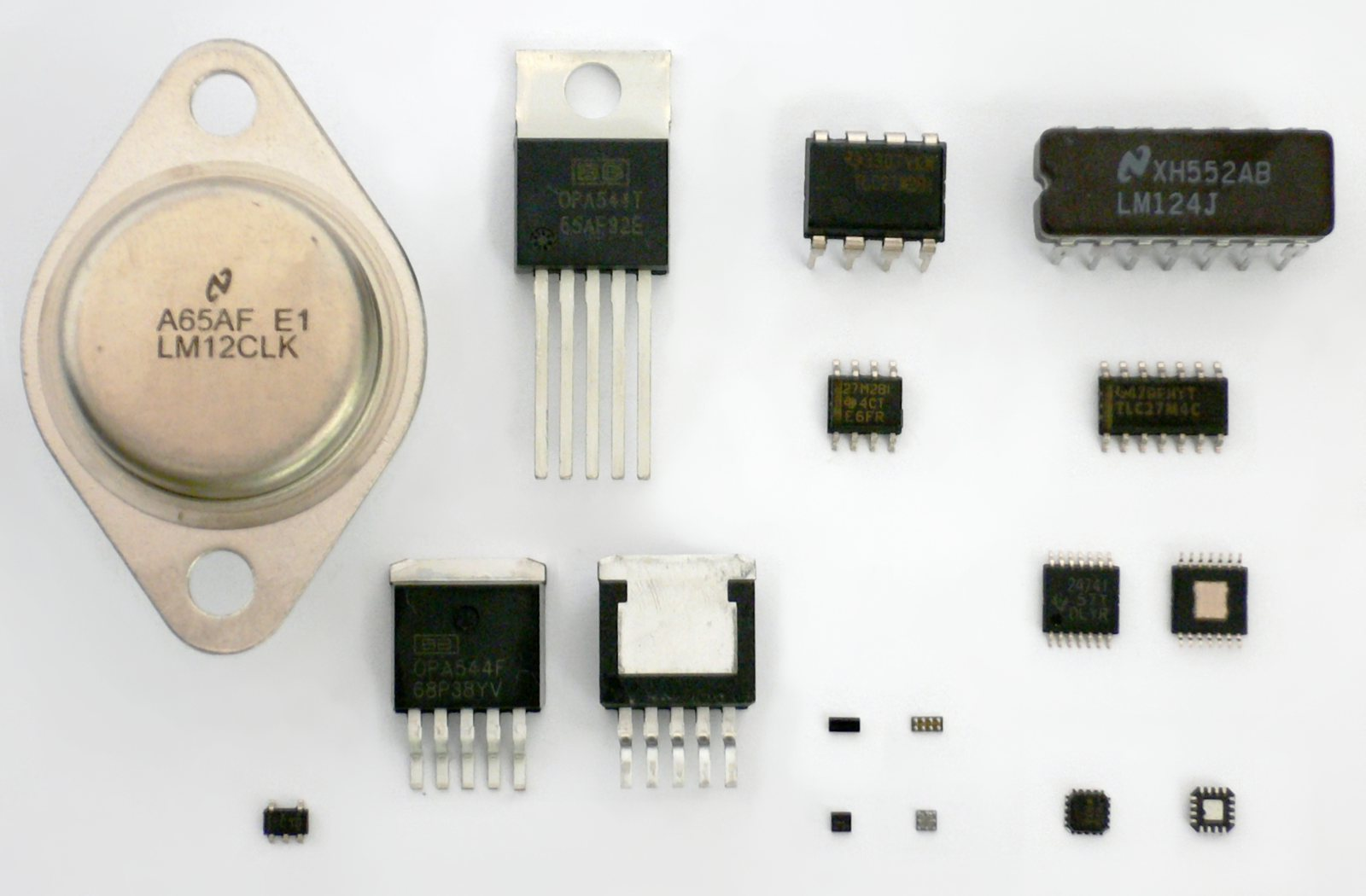
Operationsförstärkare i olika kapslar

Operationsförstärkare (eng. operational amplifier, opamp), förstärkarkrets med hög förstärkning. 
Operationsförstärkare kan byggas med diskreta komponenter (komponenter i enskilda inkapslingar), men förekommer nästan alltid i form av integrerade kretsar (där alla dess komponenter finns i en kapsel).
Ett vanligt användningsområde för operationsförstärkare är som byggelement i större kretsar, där man ofta använder negativ återkoppling för att få önskad (lägre) förstärkning och bättre prestanda.

## Historia
Operationsförstärkaren uppfanns år 1938 av både G. A. Phibrick och C. A. Lovell, oberoende av varandra. Deras första användningsområde var att lösa svåra beräkningsproblem genom att fungera som räknande element i realtid. De ingick då i en elektrisk krets som beskrevs med samma differentialekvationer som det studerade problemet. Sedan kunde man genom att mäta lämpliga strömmar och spänningar ta reda på lösningen. De kan utföra matematiska operationer som subtraktion, teckeninvertering, delning, integrering och differentiering med ett fåtal externa komponenter. Det var genom att utföra dessa operationer som de fick namnet operationsförstärkare.
De första operationsförstärkarna var stora, otympliga och effekthungriga komponenter, baserade på elektronrör. De var relativt dyrbara och jämfört med dagens varianter ganska opålitliga. För att få bra prestanda hos dem måste dessutom många av komponenterna vara noggrant anpassade till varandra. När transistorn 1948 uppfanns av Brattain, Bardeen och Shockley revolutionerade detta hela elektronikbranschen och operationsförstärkarna var inget undantag. Transistorn minskade storleken och priset på operationsförstärkare samtidigt som pålitligheten ökade. Fortfarande fanns det dock vissa nackdelar. Komponenter, såsom ingångstransistorerna måste fortfarande vara noggrant matchade med varandra för att undvika funktionsfel och priset var fortfarande för högt för att operationsförstärkarna skulle bli allmänt tillgängliga. Svaret på detta problem, och naturligtvis en hel del andra, var uppfinningen av den integrerade kretsen av Texas Instruments och Westinghouse i början av 1960-talet. De individuella komponenterna i en operationförstärkare kunde nu matchas mycket exakt eftersom de alla tillverkades på samma kiselskiva, där kemikalierna kom från samma burk och som tillverkades under samma tryck och samma temperatur. Att tillverka operationsförstärkare blev nu billigt och det blev lätt att hålla en hög standard. Operationsförstärkarnas framgång var given och de har nu en framstående position när det gäller analoga integrerade kretsar.

## Funktion

Operationsförstärkarens schemasymbol

En operationsförstärkare matas vanligen med två symmetriska spänningar, en positiv och en lika stor negativ.
Den ideala operationsförstärkarens egenskaper är:
- oändlig förstärkning vid likspänning och växelspänning oavsett frekvens
- oändlig inimpedans
- ingen utimpedans
- 0 V in=0 V ut

Verkliga operationsförstärkare har egenskaper som mer eller mindre liknar de ideala:
- hög förstärkning, minst 100 000 gånger vid likspänning
- hög inimpedans, ofta över 1 MΩ
- låg utimpedans, under 100 Ω
- begränsad bandbredd, förstärkningen avtar med ökande frekvens och eller amplitud.

När man konstruerar kretsar med operationsförstärkare kan man oftast, åtminstone som en utgångspunkt, anta att operationsförstärkaren har ideala egenskaper.
Den kan i grova drag beskrivas som en förstärkare med en inverterande ingång (−) och en icke-inverterande ingång (+). Spänningsskillnaden mellan dessa båda ingångar förstärks och normalt har operationsförstärkaren mycket stor förstärkning. Förstärkningen hos den färdiga kretsen begränsas och bestäms med hjälp av återkoppling, oftast negativ återkoppling (motkoppling). Fördelen med detta är att kretsens uppförande i princip blir oberoende av operationsförstärkarens egenskaper och istället bara bestäms av några få kringkomponenter.
Tillsammans bildar operationsförstärkaren, och konceptet med återkoppling, hjärtat i många analoga kretsar. Återkopplingen ökar bandbredden och linjäriteten. Många operationsförstärkare har en relativt konstant förstärkning-bandbreddsprodukt vilket innebär att bandbredden blir större vid mindre förstärkning (mer återkoppling). Många operationsförstärkare kan motkopplas ner till genomgångsförstärkning (1×) utan att det uppstår stabilitetsproblem. Andra klarar inte alls detta eller också måste de kompenseras med ett yttre RC-filter.